# Бонусные программы авиакомпаний
Бонусная программа авиакомпании (также программа премирования пассажиров, мильная программа, программа для часто летающих пассажиров, англ. frequent flyer program) — программа лояльности для клиентов авиакомпании, поощряющая часто летающих пассажиров пользоваться услугами именно данной авиакомпании или её партнёров.
В большинстве современных программ персональный счёт участника пополняется за каждый полет пропорционально расстоянию и в зависимости от класса перевозки, реже — пропорционально стоимости билета.
Чаще всего в качестве учётной единицы выступают сухопутные мили, как наиболее распространённая единица измерения расстояния в гражданской авиации. Однако в некоторых программах в качестве учётной единицы используются километры («Аэрофлот Бонус» до 2005 года), а также просто баллы (Iberia Plus) и очки, в той или иной степени пропорциональные расстоянию. Иногда начисления прямо пропорциональны тарифам или сегментам полёта, то есть количеству взлётов-посадок. 

## История
Первая в истории программа поощрения часто летающих пассажиров подарками и сувенирами была разработанна в 1972 году компанией Western Direct Marketing для United Airlines. В 1979 авиакомпания Texas International Airlines создала первую бонусную программу, ведущую учёт миль, налётанных её участниками. В том же году American Airlines начала работать над программой скидок для часто летающих пассажиров, которая трансформировалась в бонусную программу AAdvantage, запущенную 1 мая 1981 года и ставшую первой бонусной программой, предоставившей возможность обменивать накопленные на счету «мили» на билеты по фиксированной «цене». Неделей позже United Airlines запустила аналогичную программу Mileage Plus. В том же году возникла программа SkyMiles авиакомпании Delta Air Lines, а годом позже — Executive Club авиакомпании British Airways.
В России первой такой программой стала «Трансаэро Привилегия», запущенная в марте 1995 года. И до этого некоторые авиакомпании поощряли постоянных пассажиров, однако для этого применялись гораздо более примитивные методы. Например, пассажир авиакомпании «Энкор» мог получить различные скидки на очередной авиабилет, если представлял определённое количество использованных авиабилетов. Авиакомпания «Пулково» оформляла бесплатный билет по определённому направлению, если пассажир предъявляет 10 билетов по этому маршруту, приобретённых и использованных ранее. «Привилегия» же, как и аналогичные программы зарубежных авиакомпаний, позволяет как набирать баллы, так и тратить их на любом направлении. Это позволяет привлекать к программе партнёров из других отраслей.

## Накопление миль
Чтобы стать участником бонусной программы, необходимо заполнить специальную форму-заявление и передать её в авиакомпанию или зарегистрироваться онлайн на сайте авиакомпании. Для того, чтобы полет был засчитан, в систему бронирования должен быть внесён номер участника. Администрация программ и сотрудники авиакомпаний по работе с участниками бонусных программ рекомендуют вносить номер при бронировании или оформлении билета. Технически номер участника, как правило, может быть внесён в любое время до начала полета — в частности, через контакт-центр авиакомпании или при регистрации на рейс — а также в течение определённого времени после полёта.
За каждый совершённый полёт участнику программы в зависимости от класса перевозки и дальности перелёта начисляются премиальные очки, или «мили». Алгоритмы расчетов начислений могут заметно различаться в разных программах. Например, в «Аэрофлот Бонус» или Flying Blue (программа компаний Air France, KLM и Air Europa) размер начислений зависит от тарифа, поэтому за полет в бизнес-классе можно получить от 125 до 200 % миль от расстояния. А в программе Miles & More (Lufthansa, Swiss, Austrian Airlines, LOT и другие) за полёт в бизнес-классе всегда начисляет 200 % вне зависимости от тарифа. За полёт в первом классе некоторых американских компаний начисляется лишь 125—150 % миль от расстояния, в то время как Flying Blue и Miles & More дают трехкратное количество миль. Самые дешёвые тарифы экономического класса могут давать лишь символические начисления за полет или не давать ничего.
Бонусные программы имеются практически у всех авиакомпаний, осуществляющих международные перевозки. Авиакомпании могут договариваться между собой, предоставляя участникам своих бонусных программ возможность набирать мили на рейсах друг друга и тратить мили на полёты на их рейсах. Эта практика является обязательной для членов одного авиационного альянса, хотя иногда встречаются и исключения — например, участники программ British Airways Executive Club и American Airlines AAdvantage не могут получать мили на транстлантических рейсах другой авиакомпании (соответственно AA для участников Executive Club и BA для участников AAdvantage).
Многие программы имеют и партнёров в других сферах, за пользование услугами которых можно получить начисления на счёт участника. Чаще всего это гостиничные сети, фирмы по прокату автомобилей и банки, выпускающие кредитные карты. Мили можно получать также за покупки в определённых магазинах, подписку на газеты и журналы, пользование услугами операторов связи или покупку страховых полисов.

## Применение миль
Собранные в достаточном количестве мили участник программы может обменять на бесплатный перелёт или повышение в классе обслуживания (например, с экономического класса на бизнес-класс).
Можно также воспользоваться услугами партнёров — мили можно обменять на проживание в гостинице, аренду автомобиля и даже просто на товары. Хотя по соотношению денежной стоимости и расхода миль авиабилеты остаются наиболее выгодными.
Часто летающие пассажиры имеют возможность получить дополнительные преимущества. Если на счет пассажира в течение года поступает определённое количество миль или он совершает достаточно много полётов, ему может быть присвоен элитный уровень. Обозначения варьируются, но более или менее общепринятыми можно считать «серебряный», «золотой» и «платиновый». В программе Аэрофлот Бонус «серебряному» уровню соответствует порог в 25 000 миль, «золотому» — 50 000, «платиновому» — 125 000, во Flying Blue он требует набора 75 000 миль для участника. В программе Miles & More первый элитный уровень Frequent Traveller (35 000 миль), следующий Senator (130 000 миль для жителей Германии и 100 000 миль для зарубежных участников), высший HON Circle (600 000 HON Circle миль в 2 года).
Участники элитного уровня получают дополнительные преимущества и льготы, самые распространённые из них — доступ в специальные комфортабельные залы ожидания в аэропортах («лаунджи») для высоких классов, даже если они путешествуют в экономическом классе, приоритет в списке на подсадку), увеличение бесплатной нормы багажа и начисление большего количества миль за полёты. Кроме того, многие программы выдают своим элитным участникам сертификаты («ваучеры») на повышение класса обслуживания, а также продлевают срок действия миль.
В общем случае продолжительность действия миль ограничена — в некоторых программах их необходимо обменять на премию в течение двух-трёх лет после зачисления на счет. Иногда срок действия миль определяется наличием миль или баллов на счету. Мили Flying Blue с 1 апреля 2009 года действительны в течение 20 месяцев с момента последнего полета, мили «Аэрофлот Бонус» действительны в течение двух (до 31 декабря 2008 года — трёх) календарных лет после года, в котором были начисления за полёт (ранее — также за пользование банковскими картами), в программе SkyMiles авиакомпании Delta Air Lines срок жизни миль продлевают любые транзакции, в том числе и списание миль в обмен на премию.

## Маркетинговые аспекты
С точки зрения маркетинга бонусная программа авиакомпании задумана как важный инструмент привязки клиента к компании. Она заметно расширяет возможности по привлечению пассажиров. Например, практикуется повышение начисления миль за конкретное направление или даже определённый рейс, или наоборот, «мильные распродажи», когда премиальные билеты в период низкого спроса можно получить за меньшее количество миль по сравнению со стандартным. В качестве средства привлечения клиента также могут применяться элитные уровни. Они сами по себе оказываются достаточно эффективны, ведь положенные уровню привилегии участник программы может получить только на рейсах авиакомпании, в программе которой он этот уровень имеет, либо на рейсах альянса, в который она входит. Однако авиакомпании могут использовать предложение элитного уровня в качестве дополнительного бонуса. Например, «Аэрофлот» поощряет всех пассажиров первого рейса по маршруту Москва-Дрезден-Москва присвоением «золотого» уровня.
Современные бонусные программы также обеспечивают заметную прибыль для авиакомпании за счёт продажи миль партнёрам, которые затем «выдают» их своим клиентам, и могут использовать их в качестве своего маркетингового инструмента. Наиболее часто в роли такого партнёра выступают банки, предлагающие клиентам мили в награду за покупки, сделанные при помощи их кредитной или дебетовой карты, начиная от одной мили за каждые два доллара, и выше. Подобные карточки чаще не бесплатны, либо существует бесплатная и платная, улучшенная версия. В последние годы владельцы карточек таким образом получили больше миль, чем пассажиры их получили от авиалиний напрямую.
За рубежом, особенно в США, распространена практика конвертации миль/баллов/очков одной программы в другую. Этот процесс упрощается благодаря существованию программ лояльности в различных отраслях. Мили авиакомпаний можно конвертировать в очки или баллы программ гостиничных сетей или бонусы от компаний кредитных карт и наоборот. В результате повышается ценность этих «условных единиц» для клиентов всех этих предприятий.

## Бонусные программы основных авиакомпаний
- Aer Lingus: Gold Circle Club
- Аэрофлот: Аэрофлот Бонус

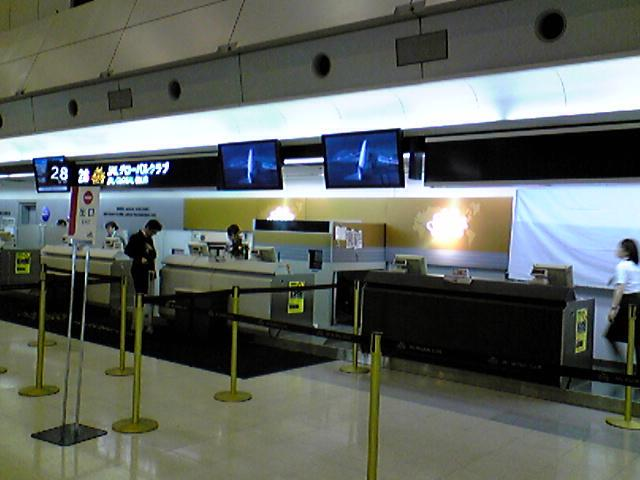
Выделенная стойка регистрации для участников программы JAL Global Club авиакомпании JAL в аэропорту Ханеда

- Avianca: Lifemiles (совместно с членами Star Alliance)
- Aeromexico: Club Premier
- Air Astana: Nomad Club
- Air Canada: Aeroplan
- Air Europa: Flying Blue (совместно с Air France и KLM)
- Air France: Flying Blue (совместно с KLM и Air Europa; ранее Frequence Plus)
- Air Malta: Flypass
- Air New Zealand: Air Points
- airBaltic: BalticMiles
- Alaska Airlines: Mileage Plan
- All Nippon Airways: ANA Mileage Club
- American Airlines: AAdvantage
- Asiana Airlines: Asiana Club
- Avianca: Lifemiles (совместно с членами Star Alliance)
- Austrian Airlines Group: Miles & More (совместно с Lufthansa и др.)
- Belavia: Belavia Leader
- Biman Bangladesh Airlines: Biman Loyalty Club
- British Airways: Executive Club
- Brussels Airlines: Miles & More (совместно с Lufthansa и др.; ранее Privilege)
- Cathay Pacific: Asia Miles
- Cyprus Airlines: Sun Miles
- Czech Airlines: OK Plus
- Delta Air Lines: SkyMiles
- El Al: Matmid
- Emirates: Skywards
- Finnair: Finnair Plus
- Iberia Airlines: Iberia Plus
- Icelandair: Saga Club
- Japan Airlines: JAL Mileage Bank
- KLM: Flying Blue (совместно с Air France и Air Europa; ранее Flying Dutchman)
- Korean Air: SKYPASS
- LATAM Airlines: LANPASS
- LOT: Miles & More (совместно с Lufthansa и др.)
- Lufthansa: Miles & More
- Malaysia Airlines: Enrich
- Qantas Airways: Frequent Flyer
- S7 Airlines: S7 Приоритет
- Scandinavian Airlines System: EuroBonus (совместно с Estonian Air, Widerøe и Blue1)
- Singapore Airlines: KrisFlyer
- South African Airways: Voyager
- Swiss International Airlines: Miles & More (совместно с Lufthansa и др.)
- TAP Portugal: Victoria
- Tarom: Smart Miles
- Thai Airways International: Royal Orchid Plus
- TUIfly: bluemiles
- Tunisair: Fidelys
- Turkish Airlines: Miles & Smiles
- Ukraine International Airlines: Panorama Club
- United Airlines: Mileage Plus
- Ural Airlines: Travelling Club «Wings»
- UTair: Статус
- Vietnam Airlines: Golden Lotus Plus
- Virgin Atlantic Airways: Flying Club